# Halfway Between the Gutter and the Stars
Halfway Between The Gutter and the Stars è il sesto album (terzo registrato in studio) di Fatboy Slim, uscito nel 2000. Realizzato con il featuring di artisti come Macy Gray, Ashley Slater, Bootsy Collins, Roland Clark, Jim Morrison e Roger Sanchez. il titolo dell'album è un'allusione all'aforisma di Oscar Wilde "We are all in the gutter, but some of us are looking at the stars" (Siamo tutti nel fango, ma qualcuno di noi guarda le stelle)

## Tracce
1. Talking 'Bout My Baby - 3:43
2. Star 69 - 5:43
3. Sunset (Bird of Prey) - 6:49
4. Love Life feat. Macy Gray - 6:58
5. Ya Mama - 5:38
6. Mad Flava - 4:33
7. Retox - 5:17
8. Weapon of Choice - 5:45
9. Drop the Hate - 5:30
10. Demons feat. Macy Gray - 6:52
11. Song for Shelter - 11:26